# Opistognathus gilberti
Opistognathus gilberti is een straalvinnige vissensoort uit de familie van kaakvissen (Opistognathidae). De wetenschappelijke naam van de soort is voor het eerst geldig gepubliceerd in 1967 door Böhlke.